# Church & Dwight
Church & Dwight est une entreprise américaine spécialisée dans les produits d'hygiènes, comme des produits d'hygiène dentaire ou des préservatifs.

## Histoire
En juillet 2017, Church & Dwight annonce l'acquisition de Water Pik pour environ 1 milliard de dollars.

## Activités
- Produits d'entretien, d'hygiène et de soins personnels : détergents, détachants, désodorisants, shampooings, crèmes épilatoires, tests de grossesse, brosses à dents, préservatifs, lubrifiants, etc. vendus sous les marques ARM & Hammer, Batiste, First Response, L'Il Critters, Trojan, Nair, Orajel, Oxiclean, Spinbrush, Vitafusion et Xtra ;

- Bicarbonate de soude (premier fabricant américain)

## Principaux actionnaires
Au 13 janvier 2020:
| The Vanguard Group                                      | 11,9% |
| SSgA Funds Management                                   | 5,44% |
| Capital Research & Management                           | 5,23% |
| Capital Research & Management (International Investors) | 3,24% |
| BlackRock Fund Advisors                                 | 2,92% |
| Neuberger Berman Investment Advisers                    | 2,07% |
| Morgan Stanley Investment Management                    | 2,01% |
| Investec Asset Management                               | 1,81% |
| Geode Capital Management                                | 1,59% |
| Perkins Investment Management                           | 1,49% |